# Мур Уильямс, Роберт
Роберт Мур Уильямс (англ. Robert Moore Williams; 19 июня 1907, Фармингтон, штат Миссури, США — 12 мая 1977) — американский писатель
-фантаст, публицист, журналист.

## Биография
В 1931 году окончил Школу журналистики при университете Миссури. Позже занялся журналистикой, а с 1937 года полностью посвятил себя литературному творчеству. Дебютировал в 1937 году, опубликовав в журнале фантастики «Analog Science Fiction and Fact» рассказ «Ноль как предел».
Публиковался преимущественно в Pulp-журналах, на характерные для них темы (затерянные миры, космические войны, приключенческие боевики, доисторическая эпоха и пр.). После окончании золотого века американской фантастики переключился с развлекательного чтива на произведения социального характера, опубликовав несколько романов о последствиях возможной ядерной катастрофы.
Плодовитый автор опубликовал более 150 романов и сборников рассказов. Последний его роман появился в 1972 году.

## Избранные произведения
Романы
- «Дневная вахта» (1946);
- «Борцы с хаосом» (1955);

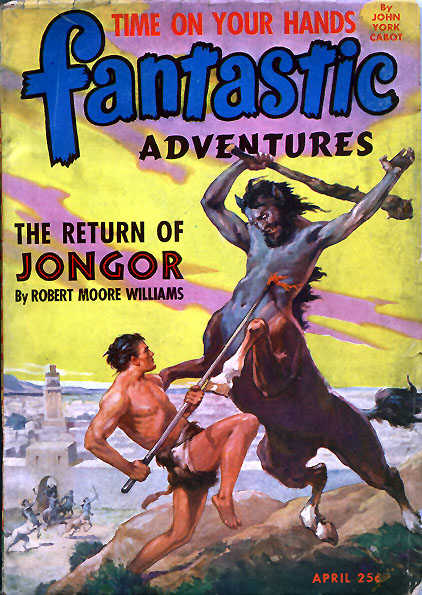
«Возвращение Джонгора». Журнал «Fantastic Adventures», апрель 1944

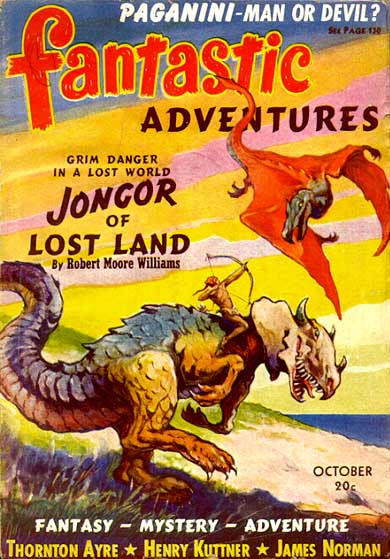
«Джонгор из затерянного мира». Журнал «Fantastic Adventures», октябрь 1940

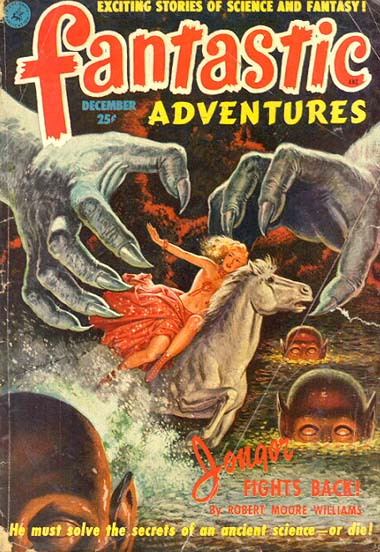
«Джонгор наносит ответный удар». Журнал «Fantastic Adventures», декабрь 1951

- «Завоевание космического океана» (1955);
- «Накануне Страшного суда» (1957);
- «Голубой атом» (1958);
- «День, когда разбомбили Лос-Анджелес» (1961);
- «Вторая Атлантида» (1965);
- «Мир заговорщиков» (1960);
- «Предрассветная тьма» (1962);
- «Король четвертой планеты» (1962);
- «Пешком в небеса» (1962);
- «Бегство из вчерашнего дня» (1963);
- «Звездные осы» (1963);
- «Лунный глаз» (1964);
- «Часовые 21 века» (1967);
- «Колокол из бесконечности» (1968);
- «Планета-плацдарм» (1970);
- «Сейчас наступит завтра» (1971);
- «Семь билетов в ад» (1972);

Трилогия о Джонгоре
- - «Джонгор из затерянного мира», 1940;
  - «Возвращение Джонгора», 1944;
  - «Джонгор наносит ответный удар», 1951;

Цикл о профессоре Зантаре
- - «Зантар из многих миров» (1967);
  - «Зантар на краю невозможного» (1968);
  - «Зантар и лунное безумие» (1968);
  - «Зантар в конце пути» (1969);

Сборники рассказов
- «Далее — пустота» (1958);
- «К концу времен» (1960);
- «Встреча миров, или Люди на Марсе» (1970);

Книга публицистики «Любовь навеки, мы — на вечер» (1970).
Пользовался псевдонимами Джон С. Браунинг, Г. Г. Гармон, Роберт Мур и Рассел Сторм.